# Нагель, Герд
Герд Нагель (нем. Gerd Nagel; род. 22 октября 1957, Зулинген, Нижняя Саксония) — западногерманский легкоатлет, специалист по прыжкам в высоту. Выступал за сборную ФРГ по лёгкой атлетике в 1979—1990 годах, чемпион Универсиады в Мехико, обладатель бронзовой медали чемпионата Европы, победитель и призёр первенств национального значения, участник летних Олимпийских игр в Лос-Анджелесе.

## Биография
Герд Нагель родился 22 октября 1957 года в Зулингене, ФРГ.
Впервые заявил о себе на международном уровне в сезоне 1979 года, когда вошёл в состав западногерманской сборной и выступил на чемпионате Европы в помещении в Вене, где в прыжках в высоту стал четвёртым. Также в этом сезоне в первый и единственный раз одержал победу на чемпионате Западной Германии, выиграл бронзовую медаль на VII летней Спартакиаде народов СССР в Москве, был лучшим на Универсиаде в Мехико. На международном турнире Internationales Hochsprung-Meeting Eberstadt вместе с соотечественниками Дитмаром Мёгенбургом и Карло Тренхардтом прыгнул на 2,30 метра, установив тем самым новый национальный рекорд. Это был первый случай в истории, когда в рамках одного турнира сразу трое спортсменов смогли взять данную высоту.
В 1980 году Нагель занял 13-е место на домашнем чемпионате Европы в помещении в Зиндельфингене.
В 1981 году взял бронзу на Универсиаде в Бухаресте, стал вторым на Кубке Европы в Загребе и на Кубке мира в Риме.
В 1982 году был четвёртым на чемпионате Европы в помещении в Милане, завоевал бронзовую награду на чемпионате Европы в Афинах.
В 1983 году стал серебряным призёром на чемпионате Европы в помещении в Будапеште, показал 18-й результат на Универсиаде в Эдмонтоне.
Благодаря череде удачных выступлений удостоился права защищать честь страны на летних Олимпийских играх 1984 года в Лос-Анджелесе — на предварительном квалификационном этапе прыгнул на 2,18 метра, чего оказалось недостаточно для выхода в финал.
В 1985 году был восьмым на Всемирных легкоатлетических играх в помещении в Париже, выиграл бронзовую медаль на Универсиаде в Кобе.
В 1987 году стал пятым на Кубке Европы в Праге. Принимал участие в чемпионате мира в Риме — в финале прыжков в высоту показал результат 2,20 метра, расположившись в итоговом протоколе соревнований на 14-й строке.
В 1988 году занял 13-е место на чемпионате Европы в помещении в Будапеште. На соревнованиях во французском Форбаке установил свой личный рекорд в прыжках в высоту на открытом стадионе — 2,35 метра.
В 1990 году выиграл бронзовую медаль на чемпионате Европы в помещении в Глазго.
По образованию — кондитер. Впоследствии управлял собственным фитнес-залом в своём родном городе Зулинген.